# Онода, Хиро
Хиро́ Оно́да, в русскоязычной прессе укрепился вариант Хиро́о (яп. 小野田 寛郎 Онода Хиро:, 19 марта 1922, Камэкава, префектура Вакаяма — 16 января 2014, Токио) — младший лейтенант войсковой разведки японских вооружённых сил, который воевал против союзных войск на небольшом филиппинском острове Лубанг во время Второй мировой войны (с 1944 года) и продолжал вооружённое сопротивление до 1974 года. Подготовленный к партизанской войне, Онода совершил более ста нападений на радарную базу филиппинских ВВС, филиппинских чиновников, полицию и крестьян. В ходе этих операций им и его группой были убиты 30 и тяжело ранены более 100 военных и гражданских лиц. Онода отказывался верить, что война закончилась, и сдался филиппинским властям только 10 марта 1974 года.
С 1975 по 1984 годы проживал в Бразилии. В 1976 году женился, с 1984 года — председатель «Школы природы», занимающейся социализацией японской молодёжи. Награждён японской Медалью Почёта с синей лентой (яп. 褒章 (хо:сё:)) и медалью Сантоса-Дюмона ВВС Бразилии. За успешную работу с молодёжью в 1994 году награждён премией в области социального воспитания Министерства культуры, образования и спорта Японии.

## Биография

### 1922—1945

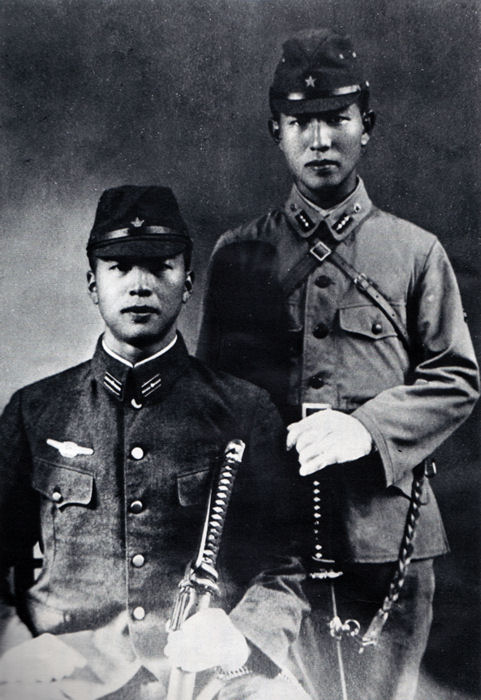
Хиро Онода (справа) и его младший брат в 1944 году

Хиро родился 19 марта 1922 года в селе Камэкава префектуры Вакаяма. Отец мальчика, Танэдзиро, работал педагогом, журналистом и депутатом совета префектуры, мать, Тамаэ, была учительницей. Хиро Онода был третьим сыном в семье и имел трёх братьев и сестру. В юности он учился в средней школе города Кайнан, где особенно упорно изучал кэндо, японское фехтование.
В апреле 1939 года, после окончания школы, Онода устроился на работу в частную торговую компанию «Тадзима» и переехал в китайский город Ханькоу, где овладел китайским и английским языками. Однако уже в декабре 1942 года его призвали на военную службу, и он вернулся на родину. Сначала Оноду приписали рядовым второго класса 61-го пехотного полка, но через несколько дней перевели в 218-й пехотный полк. В июле 1943 года его повысили до звания рядового первого класса, в сентябре — до рядового высшего класса, а в ноябре — до звания капрала.
В течение января-августа 1944 года Онода учился в Первом армейском училище Куруме по подготовке командного состава. В ходе обучения в апреле того же года он получил звание сержанта, а после выпуска — звание старшего сержанта и назначение для продолжения обучения при Генеральном Штабе Японии. Однако Онода решил продолжить карьеру боевого офицера и в августе 1944 года поступил в отделение Футамата армейского училища Накано, готовившего офицеров разведки. Однако окончить обучение ему не удалось из-за срочной отправки на фронт. За два месяца Оноду приписали в штаб 14-й армии и в декабре 1944 года отправили на Филиппины, в качестве командира спецотряда по проведению диверсионных операций в тылу противника. В январе 1945 года он был повышен до звания младшего лейтенанта и отправлен на филиппинский остров Лубанг. Перед этим молодой офицер получил от начальника штаба армии, генерал-лейтенанта Акиры Муто, следующий приказ:
Самоубийство категорически запрещается! Держись 3—5 лет. Мы обязательно придём за тобой. Продолжай борьбу, пока ещё жив хотя бы один солдат, даже если придётся питаться плодами пальм. Повторяю, самоубийство строго запрещено!
По прибытии в Лубанг Онода предложил японскому командованию острова начать подготовку к длительной обороне, однако его предложения не были услышаны. В результате войска США без труда разбили японцев, а молодой разведчик со своим отрядом вынужден был бежать в горы. Онода обустроил базу в джунглях и начал вести партизанскую войну в тылу врага вместе со своими подчинёнными: рядовым первого класса Юити Акацу, рядовым высшего класса Кинсити Кодзукой и капралом Сёити Симадой. У каждого была винтовка Арисака разных модификаций, пара ручных гранат, и 1500 патронов на всех.

### 1945—1974
2 сентября 1945 года Япония подписала акт о капитуляции. Вскоре в руки Оноды попали американские листовки, в которых сообщалось об окончании войны. В конце того же года самолёты сбросили в джунглях приказ командира 14-й армии, Томоюки Ямаситы, о сдаче оружия и капитуляции. Онода счёл эти документы вражеской пропагандой и продолжил борьбу против США, ожидая возвращения острова под японский контроль, так как слышал пулемётные очереди в горах. До начала 1946 года на острове скрывались ещё несколько небольших групп вооружённых японских солдат. Часть из них погибла в перестрелках с филиппинскими военными, в апреле 1946 года 41 японский солдат вместе со старшим офицером сдались на Лубанге филиппинцам. Осталась и продолжила сопротивление только группа Оноды. Из-за отсутствия связи с его группой в сентябре 1946 года японские власти объявили её членов погибшими. Однако в 1950 году Юити Акацу сдался филиппинской полиции и в 1951 году вернулся на родину, благодаря чему стало известно, что Онода и двое его подчинённых всё ещё живы. Сами они считали, что Юити Акацу дезертировал и сдался в плен врагу, поэтому сменили все свои тайники.
Случай с Онодой не был единичным. В этой связи в 1950 году японское правительство создало специальную комиссию по спасению японских солдат, остающихся за рубежом. Впрочем, она не могла немедленно приступить к работе из-за политической нестабильности на Филиппинах.
7 мая 1954 года группа Оноды наткнулась в горах на горнострелковый отряд филиппинской армии, проводившей там учения. В ходе перестрелки с отрядом был убит капрал Сёити Симада. Из-за ранения в ногу, полученного за полгода до этого, он не мог быстро передвигаться и остался прикрывать отход товарищей. После этого инцидента филиппинское правительство разрешило членам японской комиссии начать поиски японских солдат. На основе показаний Юити Акацу комиссия проводила поиск в течение мая 1954 года, всего 1958 года и мая-декабря 1959 года, но найти Оноду и его подчинённого Кодзуку не смогла. Японское правительство официально объявило их погибшими в 1959 году. В отдалённой части джунглей вдвоём они вырыли новое, хорошо замаскированное подземное убежище, где скрывались от поисковых партий. Раз в год осенью они поджигали кучи соломы, оставленные крестьянами на сжатых рисовых полях, расположенных недалеко от порта Тилик на Лубанге, чтобы подать сигнал японской армии, что их отряд всё ещё жив и продолжает сопротивление. Крестьян, не скрываясь, прогоняли выстрелами в воздух в надежде на то, что те сообщат властям о японских солдатах, и о них узнает японская армия. Местных жителей они считали «пособниками» врагов Японии и, при удобном случае, угрожая оружием, «реквизировали» у них всё, что было нужно. В ответ островитяне называли их «горными бандитами» или «горными дьяволами», и, если замечали первыми, стреляли в них или вызывали полицию.
В январе 1972 года на острове Гуам, который находился под контролем США, был случайно найден уцелевший капрал японской армии Сёити Ёкои. Этот случай показал, что некоторые японские солдаты продолжают скрываться на островах Тихого Океана и не верят в окончание Второй мировой войны, считая сообщения об этом вражеской дезинформацией. Между тем, 19 октября 1972 года филиппинская полиция застрелила одного японского солдата в ходе перестрелки после нападения на крестьян. Им оказался Кинсити Кодзука, последний подчинённый Оноды. Вместе с Онодой они подожгли скирды соломы на сжатом рисовом поле, чтобы подать очередной сигнал японским войскам, но слишком задержались, собирая припасы разбежавшихся крестьян, и те успели вызвать полицейский патруль, оказавшийся неподалёку. Онода, отстреливаясь, пытался помочь своему боевому товарищу уйти, но тот был смертельно ранен и погиб на месте. С этого момента Онода остался один. В связи с этим инцидентом 22 октября того же года Министерство благосостояния Японии отправило на Филиппины делегацию из членов разведывательной комиссии по спасению японских солдат, а также родственников погибшего и Оноды. Но поиски последнего результатов не дали. Онода нашёл оставленные в его заброшенной хижине и адресованные ему письма комиссии, японские газеты и записки своих родных, слышал по громкоговорителю призывы своего брата и сестры сдаться властям, но не поверил в сотрудничество японцев с филиппинскими войсками, так как полиция застрелила Кодзуку на его глазах. В ответ он всё-таки оставил записку со словами благодарности родным, сообщив, что всё ещё жив.
В течение 30 лет пребывания в джунглях Лубанга Онода и его товарищи адаптировались к их условиям, постоянно меняли место дислокации, собирали сведения о противнике и событиях в мире, а также осуществили ряд нападений на филиппинских военнослужащих и полицейских, стреляя в каждого, кто обнаруживал их в джунглях (а это случалось несколько раз в год). Соблюдая осторожность, каждые 5 дней они переходили на новую стоянку, за 4 месяца обходя весь гористый центр и юг острова размером 30×8 км, меняя маршрут, чтобы запутать преследователей и не оставлять много следов. Для маскировки использовали листья и ветки, вставленные в пришитые к одежде кармашки. Разведчики питались растительной пищей, собранной в джунглях и на крестьянских полях (бананы, кокосы), ставили силки на крыс, джунглевых кур, одичавших кошек. Основной пищей были вареные бананы. Рис, соль, спички, консервы, одежду и другие припасы иногда воровали в домах местных крестьян и на стоянках лесорубов. Пищу готовили по ночам, чтобы дым от костра не заметили в деревне. В сезон дождей Онода с товарищами ночью выходил к деревне и, во время сильного ливня, чтобы не было слышно выстрела, убивал пасущуюся корову местных жителей. Коровью тушу разделывали и на себе уносили в джунгли, мясо сушили на костре впрок, а жиром смазывали винтовки и патроны. В среднем они убивали 3 коровы в год на человека. После каждого нападения на крестьян или кражи их имущества приходилось сразу же менять стоянку, так как полиция шла по их следам. Патроны приходилось экономить, поэтому они практически не охотились. В сезон дождей, длившийся 2—3 месяца в году, крестьяне и поисковые партии обычно не заходили в горы, тогда разведчики строили временную хижину в горном лесу, где могли относительно спокойно переждать этот сезон, заняться починкой изорванного обмундирования. Со своими подчинёнными Онода совершил более ста нападений на радарную базу филиппинских ВВС, построенную в 1959 году в горах, филиппинских чиновников, полицию и крестьян. В ходе этих операций его группой были убиты 30 и тяжело ранены более 100 военных и гражданских лиц. Так, в 1959 году они с Кодзукой ночью застрелили часового на посту у радарной базы, в 1965 году — двух офицеров ВВС Филиппин возле этой РЛС. Множество раз филиппинская полиция и армейский спецназ устраивали облавы на него и его отряд в джунглях и даже находили его временные укрытия, но всякий раз он уходил от погони, пуская винтовку в ход, когда преследователи наседали. Однажды он был легко ранен полицейскими, которые, благодаря помощи крестьян, устроили засаду на его обратном пути после вылазки в деревню. Согласно сказанному в его автобиографической книге, он и его товарищи научились слушать тревожные голоса лесных птиц, малейшие шорохи, которые заранее предупреждали их о «чужаках» в джунглях, бесшумно уходя из подозрительного места. За 30 лет пребывания на Лубанге он ни разу не спал спокойно всю ночь. Постоянно досаждали и муравьи, комары, ядовитые многоножки, скорпионы, ядовитые колючки в лесу, тропическая жара и влажность, от которой гнила одежда. Тем не менее он ежедневно чистил зубы волокнами пальмы и мыл лицо, чтобы сохранить здоровье. Пил только кипячёную воду, старался есть как можно меньше. За все 30 лет в джунглях тяжело болел (лихорадкой) всего дважды.
В конце 1965 года, в ходе одной из вылазок, они с Кодзукой нашли в хижине местных жителей транзисторный радиоприёмник, батарейки реквизировали у крестьян и стали получать информацию о положении в окружающем мире, принимали японские передачи. Онода также имел доступ к японским газетам и журналам, которые оставляли в джунглях члены поисковых японских комиссий. Он был хорошо осведомлён о событиях в Японии: знал о женитьбе принца Акихито в 1959 году, о проведении Летних Олимпийских игр в Токио в 1964 году и о «японском экономическом чуде», но отказывался верить в поражение своей страны во Второй мировой войне. Ещё перед отправкой на фронт в офицерском училище Оноду учили, что противник будет прибегать к массовой дезинформации о конце войны, поэтому он воспринимал все события политического характера под искажённым углом зрения. Так, разведчик думал, что правительство, которое контролирует Японию после 1945 года, — это марионетка США, а настоящее Императорское правительство находится в изгнании на территории Маньчжурии. Начало Корейской войны 1950—1953 годов казалось Оноде началом контрнаступления японцев из Маньчжурии на позиции США на юге Кореи, а затяжная война во Вьетнаме 1959—1975 годов расценивалась им как успешная кампания Императорской армии Японии против американцев, которые вот-вот должны капитулировать. Языка тагалог, на котором говорили местные, Онода не знал, но изъяснялся с крестьянами на ломаном английском, когда требовал у них еду и припасы.
Тяжелее всего для Оноды дались последние 2 года, когда он остался один, без помощи товарищей. Уже сказывался и возраст, и тяжёлые условия непрерывного выживания. 20 февраля 1974 года молодой японский путешественник, студент Норио Судзуки, нашёл Оноду в джунглях Лубанга. Всего за 4 дня до этого он приехал на остров, поставив себе цель найти Оноду. Онода наблюдал за ним из зарослей, и убедившись, что тот один и безоружен, решил напасть и вышел на него с винтовкой, так как студент случайно поставил палатку неподалёку от его тайника с продуктами. К удивлению Оноды, Судзуки не пытался убежать, как делали все островитяне, а заговорил с ним по-японски. Судзуки пытался склонить его к возвращению на родину, рассказывая о конце войны, поражении японцев и современном процветании Японии. Однако Онода отказался, объясняя, что не может покинуть место службы, потому что не имеет разрешения на это от своего старшего офицера. Судзуки вернулся в Японию один, но привёз фотографии японского разведчика, которые произвели сенсацию в японских средствах массовой информации. Японское правительство срочно связалось с Ёсими Танигути, бывшим майором Императорской армии Японии и непосредственным командиром Оноды, который после окончания войны работал в книжном магазине. 9 марта 1974 года Танигути прилетел на Лубанг, вышел на связь с Онодой, будучи одет в военную форму, и объявил ему следующий приказ:

1. По Высочайшему повелению все военные подразделения освобождаются от выполнения боевых операций.
2. Согласно приказу № 2003 о боевых операциях «А» особая группа Генерального штаба 14-й армии освобождается от выполнения всех операций.
3. Все подразделения и лица, которые подчиняются особой группе Генерального штаба 14-й армии, должны немедленно прекратить бои и манёвры и перейти под командование ближайших высших офицеров. Если это невозможно, они должны непосредственно связаться с армией США или армиями их союзников и следовать их инструкциям.
Командир особой группы Генерального штаба 14-й армии Танигути Ёсими
Оригинальный текст (яп.)一 大命ニ依リ尚武集団ハスヘテノ作戦行動ヲ解除サル。

二 参謀部別班ハ尚武作命甲第2003号ニ依リ全任ヲ解除サル。
三 参謀部別班所属ノ各部隊及ヒ関係者ハ直ニ戦闘及ヒ工作ヲ停止シ夫々最寄ノ上級指揮官ノ指揮下ニ入ルヘシ。已ムヲ得サル場合ハ直接米軍又ハ比軍ト連絡ヲトリ其指示ニ従フヘシ。

第十四方面軍参謀部別班班長 谷口義美

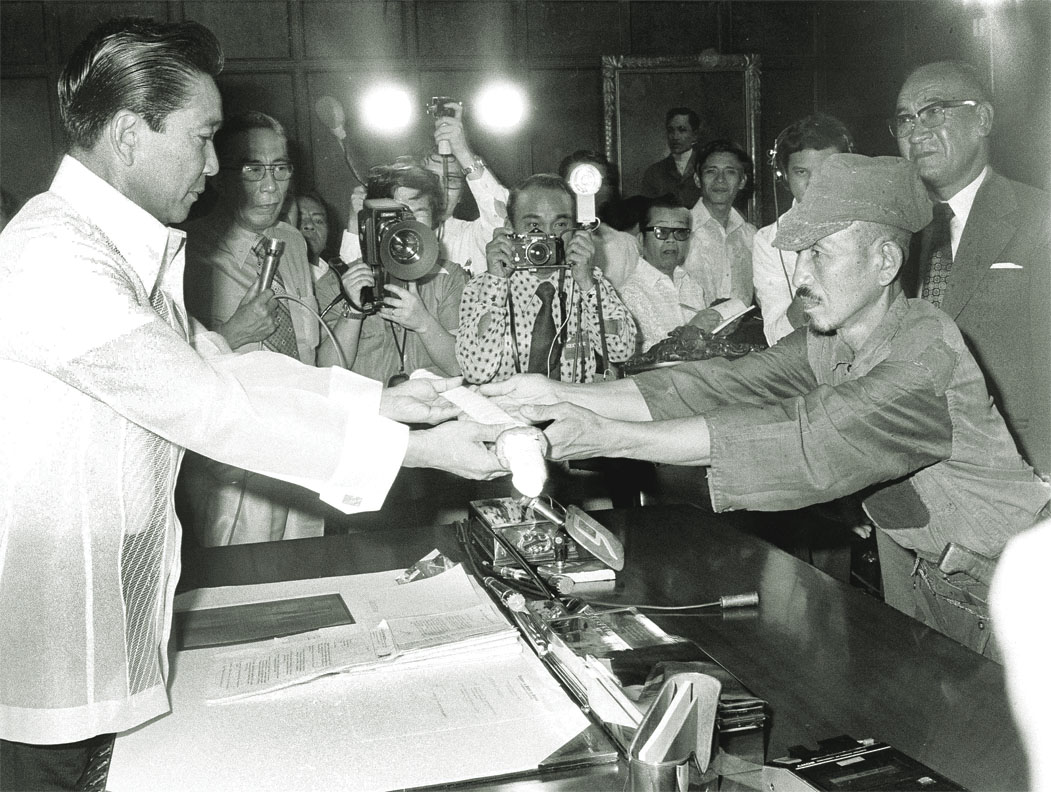
Онода вручает свой меч президенту Филиппин Фердинанду Маркосу

10 марта 1974 года Онода принёс отчёт для Танигути на радарную станцию и сдался филиппинским войскам. Узнав, что Япония всё-таки капитулировала в 1945 году, он заплакал. Онода был в изорванном военном обмундировании, но имел на руках исправную винтовку Арисака тип 99, сотню патронов к ней, кинжал и катану, отдал карту с тайниками, где были спрятаны остальные патроны. Японец передал свой меч командиру базы в знак капитуляции и был готов к смерти. Однако командир вернул ему оружие, назвав его «образцом армейской верности». Несмотря на свои 52 года, Онода был в отличной физической форме и настолько быстро перемещался по горным зарослям, показывая филиппинским военным свои тайники и укрытия, что те не поспевали за ним.
По филиппинскому законодательству, Оноде грозила смертная казнь за грабежи и убийства, нападения на полицию и военных в течение 1945—1974 годов, однако благодаря вмешательству МИД Японии он был помилован. На церемонии капитуляции присутствовали высокопоставленные лица обеих стран, в том числе президент Филиппин Фердинанд Маркос. Онода торжественно вернулся на родину 12 марта 1974 года.

### После 1974 года
По возвращении Оноды в Японию к нему было приковано внимание всех средств массовой информации страны, его чествовали как героя. В аэропорту 52-летнего Оноду встретили его старший брат, 86-летний отец и 88-летняя мать в инвалидной коляске. Онода трижды извинился и поклонился перед плачущей дочерью капрала Симады, погибшего в перестрелке на Лубанге четверть века назад, затем возгласил многолетие императору. Часть японской общественности, в основном учёные и журналисты, которые были воспитаны в соответствии с новой политико-общественной парадигмой, прохладно отнеслись к личности бывшего офицера. Коммунисты и социал-демократы стали клеймить его «призраком милитаризма», а левоцентристская пресса во главе с «Асахи симбун» утверждала, что Онода в действительности знал о поражении Японии, но в силу своей милитаристской натуры отказывался капитулировать, убивая сотни филиппинцев в течение 1945—1974 годов. Но многие японцы и ведущая токийская газета «Майнити симбун», напротив, восхищались его стойкостью и верностью солдатскому долгу, отвечающему японскому принципу «гири» (долг чести).
Онода имел немало почитателей и среди чиновников, и среди простых граждан. Ему даже предлагали баллотироваться в Палату представителей Парламента Японии, но он отказался. В честь возвращения Кабинет министров Японии пожаловал Оноде 1 000 000 иен, однако бывший офицер пожертвовал всю сумму святилищу Ясукуни в Токио, в котором почитаются души воинов, погибших за Японию в XIX—XX веках. Онода встречался с тогдашним премьер-министром Какуэем Танакой, но отказался от аудиенции с императором Хирохито, мотивируя это тем, что недостоин Высочайшего приёма, поскольку никаких особых подвигов не совершил. Когда его спрашивали, о чём он думал, 30 лет скрываясь в джунглях и нападая на военных, он коротко отвечал: «О своём долге».
Из-за трудностей в адаптации к условиям современной Японии Онода решил покинуть родину. В апреле 1975 года, вслед за своим старшим братом, он эмигрировал в Бразилию, где с конца XIX века существует большая японская диаспора. На 160 тыс. долларов, вырученные по контракту за издание своей автобиографической книги, он купил ранчо площадью в 1200 гектаров и 1800 голов скота. В 1976 году Онода женился на Матиэ Онуку, мастере чайной церемонии. В 1978 году он основал общество «Японцы Бразилии» и занимал пост его председателя в течение восьми лет.
В 1984 году Онода вернулся в Японию и основал общественную организацию «Школа природы» для воспитания здорового молодого поколения. Поводом для её создания стали новости об убийстве японским юношей своих родителей в 1980 году. Оноду беспокоила деградация и криминализация японской молодёжи, поэтому он решил помочь ей, используя опыт, который приобрёл в джунглях Лубанга, — распространением знаний о том, как благодаря находчивости, изобретательности и стойкости ему удалось выживать в джунглях. Главной задачей новой организации он видел социализацию юношества через познание природы, воспитание самостоятельности у молодых людей. С 1984 года под руководством Оноды школа ежегодно проводила летние лагеря для детей и их родителей по всей Японии, организовывала помощь детям-инвалидам, проводила научные конференции, посвящённые воспитанию. За успешную работу с молодёжью в ноябре 1999 года Онода был награждён премией в области социального воспитания Министерства культуры, образования и спорта Японии. Кроме этого, в июне 2000 года он работал лектором в Университете Хокурику, а в апреле 2001 года — лектором в Университете Такусёку.
В 1996 году Онода снова посетил Лубанг, где пожертвовал 10 000 долларов местной школе (в 1968 году они с Кодзукой ночью украли несколько кровельных листов, сброшенных ураганом с крыши школьного здания в городке Лоок, чтобы укрыть свою временную хижину в горном лесу). Из-за обиды местных жителей, помнивших о его злодеяниях, долго он там не пробыл и больше на Филиппины уже никогда не возвращался.
6 декабря 2004 года Онода стал первым из японцев, который был награждён медалью Сантоса-Дюмона, высшей наградой ВВС Бразилии для гражданских лиц. Он также получил звание почётного гражданина бразильского штата Мату-Гросу от правительства этого штата. 3 ноября 2005 года японское правительство наградило Оноду медалью Чести с синей лентой «за заслуги перед обществом».
Несмотря на свой преклонный возраст, Онода продолжал вести дела в Японии и Бразилии, периодически посещая обе страны: в основном он проживал в Японии, но каждый год минимум три месяца проводил в Бразилии. Он являлся членом таких правоцентристских организаций, как Национальный Совет защиты Японии и Японское собрание. Онода — автор нескольких монографий и книг, посвящённых его 30-летнему пребыванию на Филиппинах, а также вопросам Второй мировой войны; наиболее известная из них — мемуары под названием «Моя тридцатилетняя война на Лубанге» (яп. わがルバン島の30年戦争 Вага Рубан-сима но сандзю:нэн сэнсо:, 1974). Он выступал за сохранение традиционных японских ценностей в семье, бизнесе и политике. Жена Оноды является председательницей Общества женщин Японии и депутатом совета префектуры Эхиме.
Муниципалитет Лубанга в 2011 году открыл туристический объект, посвященный Оноде, — «Тропа и пещеры Оноды» (Onoda Trail and Caves) в джунглях Лубанга. Пещера в джунглях, где он с товарищами иногда скрывался, расположена всего в нескольких километрах от той самой радарной базы ВВС Филиппин, которую они стремились уничтожить.
Умер 16 января 2014 года в Токио, не дожив до 92 лет 2 месяца.